# HESA Shahed 129
Le Shahed 129 (en persan : شاهد ۱۲۹, "Témoin"), parfois dénommé S129 est un drone aérien de combat MALE (medium-altitude long-endurance) iranien, doté d'un seul moteur et fabriqué par l'Iran Aircraft Manufacturing Industrial Company (ou HESA) pour le Corps des Gardiens de la Révolution.
Le Shahed 129 est capable d'exécuter des missions de combat et de reconnaissance, et dispose d'une autonomie de 24 heures. Il est similaire en termes de taille, de forme et de rôle au MQ-1 Predator américain, et est considéré comme le drone iranien le plus abouti en service.
Ce drone a été utilisé par l'Iran lors de frappes durant la guerre civile syrienne et lors d'opérations de patrouille sur les frontières Est du pays. Avec le Saegheh-2, il est considéré comme la colonne vertébrale de la flotte iranienne de drones.

## Conception et production
Le Shahed 129 a été conçu à partir du drone israélien Hermes 450. Il est doté d'un unique moteur à hélice et de stabilisateurs avec empennage en V. Il dispose d'un fuselage cylindrique long et étroit d'environ 65 à 75 cm de diamètre et est fabriqué à partir de grands panneaux de matériau composite avec une superstructure en alliage d'aluminium. Il est doté d'un capteur électro-optique / infrarouge à cardan pour les missions jour / nuit, d'un train d'atterrissage rétractable et d'une liaison de données vidéo en temps réel. Il y a aussi une soute sous le corps du drone, au centre de gravité. Le Shahed 129 est propulsé par un moteur d'avion Rotax 914 et peut emporter un total de quatre munitions.
Il est produit par la société iranienne HESA.

## Engagements
Le 10 avril 2014, les forces engagées contre le régime en Syrie filment pour la première fois dans le pays un drone ressemblant à un Shahed 129 survolant la Ghouta orientale, à Damas,. Par la suite, en 2015 et 2016, trois autres Shahed 129 sont envoyés en Syrie.
Le Shahed 129 réalise une première frappe connue en février 2016, ce qui constitue la première frappe de drone en temps de guerre par l'Iran,.
Les Shahed 129 ont depuis effectué des centaines de sorties en Syrie contre l'État islamique et les forces rebelles.
Deux Shahed 129 ont été transférés à la frontière iranienne avec le Pakistan en 2015, et ont ensuite été complétés par deux autres.
En 2017, deux Shahed 129 étaient basés à Damas, en Syrie, trois dans la base aérienne tactique 10 près de Konarak, quatre à Bandar-Abbas, deux à Abu Musa et un à Urmia. Un certain nombre sont également stationnés à Semna et deux sont basés dans la base aérienne de Kashan pour la formation.
Le 8 juin 2017, l'un des cinq Shahed 129 déployés en Syrie a tenté de mener une frappe aérienne contre le personnel de la coalition près d'al-Tanf, en Syrie, en les attaquant avec une munition. La frappe n'endommage aucun équipement américain ou partenaire et n'a blessé ou tué aucun membre du personnel américain ou partenaire. Par la suite, le Shahed 129 est abattu par un F-15E Strike Eagle américain.
Quelques jours plus tard, le 20 juin 2017, un autre F-15E Strike Eagle abat un autre drone Shahed 129 près d'Al-Tanf. Le drone s'est approché de la même manière que lors de l'incident précédent et a été abattu avant d'atteindre la portée à laquelle il pouvait déployer ses armes.
Un jour plus tard, le 21 juin 2017, un JF-17 pakistanais abat un Shahed 129 après qu'il est entré dans l'espace aérien pakistanais près de Panjgur et a pénétré environ 3 à 4 km dans l'espace aérien pakistanais.
En août 2022, plusieurs sources font état d'un potentiel achat par la Russie de drones de fabrication Iranienne, dont le Shahed 129. Ces informations viennent en majorité des services de renseignement Américains. Aucune déclaration officielle russe ou iranienne ne confirme ces affirmations, mais au cours des mois d'août et de septembre plusieurs avions de transports sont repérés faisant la liaison entre l'Iran et la Russie[réf. non conforme],,. 
En février 2025, Rafael Mariano Grossi, le directeur de l'AIEA informe qu'« une équipe d'experts de l'AIEA a observé les restes d'un drone qui, selon l'Ukraine, a été collecté à la suite de la frappe sur le second sarcophage de la centrale nucléaire de Tchernobyl » et engendré un feu, qui couve encore dans l'isolant 15 jours après l'explosion en dépit du travail de plus de 400 personnes du personnel d'intervention d'urgence qui travaillent par roulement pour essayer de le contrôler ; « l'équipe a observé des pièces de drone qui, selon elle, correspondent à celles d'un véhicule aérien sans pilote de type Shahed. Cependant, l'équipe n'a pas fait d'autre évaluation concernant l'origine du drone ».

## Autres drones iraniens
- Le HESA Gaza-149, dérivé du Shahed-129, est de plus grandes dimensions, plus grandes autonomie, et capacité d'emport.
- Ghods Mohajer-6
- HESA Karrar
- HESA Shahed 171 Simorgh

## Opérateurs
- Iran
- Russie[18]